# NGC 4492
NGC 4492 (również IC 3438, PGC 41383 lub UGC 7656) – galaktyka spiralna (Sa), znajdująca się w gwiazdozbiorze Panny. Odkrył ją William Herschel 28 grudnia 1785 roku. Należy do Gromady w Pannie.